# Дреново (община Брод)
Вижте пояснителната страница за други значения на Дреново.
Дреново (изписване до 1945 година: Дрѣново; на македонска литературна норма: Дреново) е село, в община Брод (Македонски Брод).

## География
Селото е разположено в областта Поречие в североизточните склонове на Бушева планина.

## История
В XIX век, независимо, че географски принадлежи на Поречието, Дреново административно е част от Прилепска каза на Османската империя. В „Етнография на вилаетите Адрианопол, Монастир и Салоника“, издадена в Константинопол в 1878 година и отразяваща статистиката на населението от 1873 година Мало Дреново е посочено като село с 22 домакинства с 86 жители мюсюлмани.
През пролетта на 1895 година в селото избухва Дреновската афера.
Според статистиката на Васил Кънчов („Македония. Етнография и статистика“) от 1900 година Дрѣново е населявано от 220 жители арнаути мохамедани.
На Етнографската карта на Битолския вилает на Картографския институт в София от 1901 година Дреново е смесено село българи, албанци и турци в Прилепската каза на Битолския санджак с 29 къщи.
Според Никола Киров („Крушово и борбите му за свобода“) към 1901 година Дрѣново има 120 турски къщи.
След Междусъюзническата война в 1913 година селото попада в Сърбия.
На етническата си карта на Северозападна Македония в 1929 година Афанасий Селишчев отбелязва Дреново като албанско село.
Според преброяването от 2002 година селото има 33 жители македонци.

## Личности
Починали в Дреново
- Илия (Ильо) С. Кикищ (Кикиш) (? – 1903), български революционер, деец на ВМОРО,[7][8] загинал през Илинденското въстание[9]